# Соломон Бандаранайке
Соломон Уест Риджуей Диас Бандаранайке (на английски: Solomon West Ridgeway Dias Bandaranaike; на синхалски: සොලමන් වෙස්ට් රිජ්වේ ඩයස් බණ්ඩාරනායක; на тамилски: சாலமன் வெஸ்ட் ரிட்ஜ்வே டயஸ் பண்டாரநாயக்கா; 8 януари 1899 – 26 септември 1959) е политик от Цейлон (днес Шри Ланка). Той е министър-председател на страната от 1956 до убийството му през 1959 г. Бил е министър: на външните работи, на отбраната, на здравеопазването.
Роден е в семейство на етнически синхали, изповядващи англиканското християнство. Наименуван е на Уест Риджуей – тогавашния губернатор на Британски Цейлон, който му става кръстник. По образование е юрист, завършил е Оксфордския университет. Работи в колониалната администрация на Британски Цейлон.
С политическа дейност се занимава от 1925 г., като за тази цел приема будизма. Избран е в Общинския съвет на Коломбо. Член е на законодателния Държавен съвет на Цейлон (1931 – 1947). Основава синхалската партия Sinhala Maha Sabha (1934). Подкрепя (1946) Обединената национална партия (ОНП) и заема министерски постове от 1947 до 1951 г. Извежда своята фракция Sinhala Maha Sabha от ОНП, основава Партията на свободата на Шри Ланка и е избран като неин представител в парламента (1951). Печели голяма изборна победа начело на четворна коалиция и става министър-председател през 1956 г.
Като премиер води политика на необвързаност с противостоящите блокове на СССР и САЩ и на сътрудничество с всички страни. Във вътрешната политика е воден от будистко-синхалски национализъм, като лишава английския и тамилския езици от статута на държавни. Скоро се съгласява на компромис и разрешава на тамилите да използват своя език в сферата на бизнеса. Това предизвиква гнева на етнически синхали. На 25 септември 1959 година будисткият монах Талдуве Сомарама тежко ранява с револвер 60-годишния премиер. На следващия ден Соломон Бандаранайке умира от раните си.
След смъртта му неговата съпруга Сиримаво Бандаранайке и оглавява правителството следващата 1960 година. Тяхната дъщеря Чандрика Кумаратунга (1945) е министър-председател и президент на Шри Ланка. Синът им Анура Бандаранайке (1949 – 2008) е министър на външните работи, на образованието, на туризма, на здравеопазването и говорител на правителството. Имат и дъщеря Сунехра (1943).